# Ceuta
Ceuta (špansko: [ˈΘewta]; berbersko Sebta; arabsko سَبْتَة, latinizirano: Sabtah) je špansko avtonomno mesto na severni obali Afrike.
Ceuta meji samo na Maroko, kjer se stikata Sredozemsko morje in Atlantskim oceanom. Je eno od devetih španskih ozemelj v Afriki in je skupaj z Melilo eno od dveh naseljenih španskih ozemelj na afriški celini. Do 14. marca 1995 je bila del province Cádiz. Na ta datum sta Ceuta in Melilla postali avtonomni območji.
Ceuta je bila tako kot Melilla in Kanarski otoki razglašena za svobodno pristanišče še preden se je Španija pridružila Evropski uniji. Njeno prebivalstvo sestavljajo kristjani, muslimani in manjšine sefardskih Judov ter etničnih Sindijcev iz sodobnega Pakistana.
Španščina je edini uradni jezik. Darijsko arabščino govori 15–20% prebivalstva. 

## Imena
Ime Abyla naj bi bilo punsko ime ("Visoka gora" ali "Božja gora") za Jebel Musa, ki naj bi bila južni Herkulov steber. Ime gore je dejansko Habenna (punsko bn "Kamen" ali "Stela") ali' Abin-HiQ , "Kamen zaliva"), glede na bližnji zaliv Benzú. Ime je različno helenizirano kot Ápini, Abýla (Ἀβύλα), Abýlē (Ἀβύλη), Ablýx (Ἀβλύξ) in Abílē Stḗlē (Ἀβίλη Στήλη, "Abilin steber") in v latinščini kot Abyla Mons ("Gora Abila") ali Abyla Columna ("Abilin steber").
Naselje pod Jebel Muso se je kasneje preimenovalo v sedem hribov okoli mesta, skupaj imenovanih "sedem bratov" (Grško 'Heptádelphoi'; latinsko Septem Fratres). Rimska trdnjava na tem mestu je dobila ime "Utrdba pri sedmih bratih" (Castellum ad Septem Fratres). To ime se je postopoma skrajšalo na Septem (Σέπτον, Sépton) ali občasno Septum ali Septa. V berberskem jeziku se je ime izgovarjalo kot Sebta in arabskem kot Sabtan ali Sabtah, iz katerega je v portugalščini ( izgovorjava [ˈsewtɐ] ) in španščini (izgovorjava [ˈΘewta]) nastalo trenutno ime Ceuta.

## Zgodovina

### Antika
Gibraltarska ožina, ki nadzoruje prehod med Atlantskim oceanom in Sredozemskim morjem, je bila skozi zgodovino pomembna vojaška in gospodarska točka. Feničani so spoznali, da izjemno ozka ožina, ki povezuje polotok Almina z afriško celino, nudi odlično obrambo, zato so v začetku 1. tisočletja pred našim štetjem tam postavili postojanko. Grški geografi kraj beležijo z različicami imena Abyle, starodavnega imena bližnje gore Jebel Musa. Poleg Calpeja, drugega Herkulovega stebra, ki je zdaj znan kot Gibraltarska skala, so Feničani ustanovili Kart v današnjem San Roqueju v Španiji. Druga dobra pristanišča v bližini so postala feničanska in nato kartažinska v današnjem Tangerju in Cádizu .
Po uničenju Kartagine v punskih vojnah je bila večina severozahodne Afrike prepuščena rimskim državam Numidije in - okoli Abile - Mavretaniji. Punska kultura je še naprej uspevala na območju, ki so ga Rimljani poznali kot "Septem". Po bitki pri Thapzusu leta 46 pr.n.št. so Cezar in njegovi dediči severno Afriko priključili neposredno k rimskemu imperiju kot rimsko provinco, toda vse do cesarja Avgusta je večina berberskih prebivalcev Septema še naprej govorila in pisala v punskem jeziku.
Kaligula je leta 40 našega štetja ubil mavretanskega kralja Ptolomeja in nato zasedel njegovo kraljestvo. Leta 42 je Klavdij Septem umestil v provinco Tingitana in jo dvignil na raven kolonije. Posledično je bila kolonija romanizirana in je gospodarsko uspevala pozno v tretje stoletje. Veliko je trgovala z rimsko Španijo in postala dobro znana po svojih soljenih ribah. Ceste so jo povezovale s Tingisom (Tangiers) in Volubilisom. Pod Teodozijem I. je imel Septem v poznem 4. stoletju še vedno 10.000 prebivalcev, skoraj vsi so bili krščanski državljani in so govorili afriško-romansko (lokalno narečje latinščine).

### Srednji vek
Vandali, ki jih je verjetno povabil grof Bonifacija kot zaščito pred cesarico Gallo Placidio, so okoli leta 425 prečkali ožino blizu Tingisa in hitro preplavili rimsko severno Afriko. Njihov kralj Gajserik je svojo pozornost usmeril v bogate dežele okoli Kartagine. Čeprav so Rimljani sčasoma sprejeli njegova osvajanja in je vseeno nadaljeval z napadi nanje, je kmalu izgubil nadzor nad Tingisom in Septemom v vrsti berberskih uporov. Ko se je Justinijan odločil ponovno osvojiti vandalsko deželo, je njegov zmagoviti general Belizar napredoval vzdolž obale, s čimer je Septem okoli leta 533 postal najbolj zahodna postojanka Bizantinskega cesarstva. Za razliko od nekdanje starorimske uprave pa vzhodni Rim ni prodrl daleč v zaledje in je namesto Tingisa za regionalno prestolnico določil Septem, ki ga je bilo lažje braniti.
Epidemije, manj sposobni nasledniki in preobremenjene oskrbovalne linije so pustile Septem izoliran. Verjetno je, da so bili njegovi voditelji v 7. stoletju dolžni plačevati prispevke Vizigotskemu kraljestvu v Španiji. Ni zanesljivih podatkov o koncu islamskega osvajanja Magreba okoli leta 710. Namesto tega je hitro muslimansko osvajanje Španije povzročilo romance o grofu Julijanu Septemskem in njegovi izdaji krščanstva v maščevanje za sramoto, ki je doletela njegovo hčer na dvoru kralja Rodericka. Domnevno je z Julianovo spodbudo in navodili berberski spreobrnjenec in osvobojenec Tariq ibn Ziyad svojo garnizijo odpeljal iz Tangiersa čez ožino in tako hitro porazil Špance, da sta se tako on kot njegov gospodar Musa bin Nusayr sprla z ljubosumnim kalifom, ki jima je odvzel bogastvo in naslove.
Po smrti Juliana, včasih opisanega tudi kot kralja Ghomarskih Berberov, so Berberi, ki so se spreobrnili v islam, prevzeli neposreden nadzor nad tem, kar so imenovali Sebta. Ta je bila nato uničena med njihovim velikim uporom proti Omajadskemu kalifatu okoli leta 740. Sebta je ostala majhna vas muslimanov in kristjanov, obkrožena z ruševinami, dokler se 9. stoletju vanjo ni naselil Mâjakas, poglavar plemena Majkaških Berberov, ki je začel kratkotrajno dinastijo Banu Isam. Njegov pravnuk je za kratek čas povezal svoje pleme z Idrisidi, vendar se je vladavina Banu Isama končala leta 931, ko je abdicral v korist Abd ar-Rahmana III., omajadskega kalifa iz Cordobe. Ceuta se je vrnila pod mavrsko andaluzijsko oblast leta 927 skupaj z Melillo in pozneje Tangerjem leta 951.
S padcem kalifata v Córdobi leta 1031 je nastalo brezvladje. Po tem so Ceuto in muslimansko Iberijo nadzorovale zaporedne severnoafriške dinastije. Od leta 1084 so Almoravidski Berberi vladali regiji do leta 1147, ko so Almohadi osvojili deželo. Poleg Ibn Hudovega upora leta 1232 so vladali, dokler tunizijski Hafsidi niso vzpostavili nadzora. Vpliv Hafsidov na zahodu se je hitro zmanjšal in prebivalci Ceute so jih na koncu leta 1249 izgnali. Po tem se je nadaljevalo obdobje politične nestabilnosti zaradi interesov kraljevine Fez in Granade ter avtonomno domačo oblastjo Banu al-Azafijem. Fez je končno osvojil regijo leta 1387 s pomočjo Aragonije.

### Portugalci
Zjutraj 21. avgusta 1415 je portugalski kralj Janez I. skupaj svojimi sinovi in vojsko napadel Ceuto. Portugalska vojska, ki je imela 45.000 mož in je potovala na 200 ladjah, je zalotila branilce Ceute popolnoma nepripravljene, zaradi česar so imeli le osem žrtev. Do noči je bilo mesto zavzeto. 22. avgusta zjutraj je bila Ceuta trdno v portugalskih rokah. Álvaro Vaz de Almada, 1. grof Avranches, je nad mestom dvignil novo zastavo Ceute, ki pa je bila enaka zastavi Lizbone, s tem da so na sredino zastave dodali grb Kraljevine Portugalske. Do danes je zastava Ceute ostala nespremenjena.
V bitki se je odlikoval Janezov sin Henrik Pomorščak, ki je bil med osvajanjem ranjen. Izkazalo se je, da je ropanje mesta manj donosno, kot so predvidevali. Janez I. se je zato odločil, da mesto obdrži in v njem razvija trgovino.
Med leti 1415 in 1437 je bil Pedro de Meneses prvi guverner Ceute.
Benemerinski sultan iz dinastije Marinidov je leta 1418 začel oblegati mesto, vendar ga je prvi guverner Ceute premagal, preden so iz Portugalske prišle okrepitve.
Pod sinom kralja Janeza I., Duartejem, Ceuta ni prinašala dobička, saj je dobičkonosna trans-saharska trgovina potovala v Tanger. Kmalu se je ugotovilo, da je brez mesta Tanger posest Ceute brez vrednosti. Leta 1437 sta ga Duartejeva brata Henrik Pomorščak in Fernando, sveti princ, prepričala, da je začel napad na Marinidski sultanat. Bitka pri Tangerju (1437), ki jo je vodil Henrik, je bila pravi polom. V nastali pogodbi je Henrik obljubil, da bo Ceuto izročil Marinidom v zameno za to, da bi ti portugalski vojski dovolil, da nemoteno odide, čemur pa se je odrekel.
Posest Ceute bi posredno vodila v nadaljnjo portugalsko širitev. Glavno območje portugalske ekspanzije je bila v tem času obala Magreba, kjer je bilo žito, govedo, sladkor in tekstil, pa tudi ribe, kože, vosek in med.
Ceuta je morala sama zdržati 43 let, dokler ni bil položaj mesta utrjen z zavzetjem Ksar es-Seghir (1458), Arzila in Tangierja (1471) s strani Portugalcev.
Mesto je bilo priznano kot portugalska posest s pogodbo iz Alcáçovasa (1479) in s pogodbo iz Tordesillasa (1494).
V štiridesetih letih 16. stoletja so Portugalci začeli graditi kraljevo obzidje Ceute, kakršno je videti danes, vključno z bastioni, plovnim jarkom in dvižnim mostom. Nekateri od teh bastionov še vedno stojijo, kot so bastioni Coraza Alta, Bandera in Mallorquines.
Luís de Camões je živel v Ceuti med letoma 1549 in 1551. V bitki je izgubil desno oko, kar je vplivalo na njegovo pesniško delo Luzijada.

### Iberska unija
Leta 1578 je portugalski kralj Sebastian umrl v bitki pri Alcácer Quibirju (znani kot Bitka treh kraljev) v današnjem severnem Maroku. Ker je bil brez potomcev, je to leta 1580 sprožilo krizo portugalskega nasledstva. Njegov vnuk, ostareli kardinal Henry, ga je nasledil kot kralj, vendar tudi Henrik ni imel potomcev, saj je že prejel duhovniško posvečenje. Ko je dve leti po Sebastianovi smrti umrl tudi kardinal-kralj, so prestol prevzeli trije vnuki portugalskega kralja Manuela I.: infantinja Catarina, vojvodinja Braganza; António, prior Crate; in Filip II. Španski (stric nekdanjega portugalskega kralja Sebastiana). Med tremi je prevladal Filip II. in bil leta 1581 okronan za portugalskega kralja Filipa I., ki je združil obe kroni in čezmorski imperiji, ki se zgodovinsko imenuje Iberska unija.
Med Ibersko unijo med leti 1580 in 1640 je Ceuta pritegnila številne prebivalce španskega porekla. Ceuta je postala edino mesto portugalskega cesarstva, ki se je postavilo na stran Španije, ko je Portugalska ponovno pridobila svojo neodvisnost v portugalski osvoboditveni vojni leta 1640.

### Španija
1. januarja 1668 je portugalski kralj Alfonso VI priznal uradno zvestobo Ceute Španiji in z Lizbonsko pogodbo uradno prepustil Ceuto španskemu kralju Carlosu II.
Med obleganjem Ceute (1694–1727) so mesto napadle maroške sile pod vodstvom Moulaja Ismaila. Med najdaljšim obleganjem v zgodovini je mesto doživelo spremembe, ki so povzročile izgubo portugalskega značaja. Medtem ko je večina vojaških operacij potekala okoli kraljevega obzidja Ceute, je prišlo tudi do manjših prodorov španskih sil na različnih točkah maroške obale in zasegov ladij v Gibraltarski ožini.
Med Napoleonovimi vojnami (1803–1815) je Španija dovolila Veliki Britaniji, da zasede Ceuto. Okupacija se je začela leta 1810, Ceuta pa je bila ob koncu vojn vrnjena Španiji.
Nesoglasja glede meje med Ceuto in Marokom so privedla do špansko-maroške vojne (1859–1860), ki se je končala z bitko pri Tetuánu.
Julija 1936 je general Francisco Franco prevzel poveljstvo nad špansko-afriško vojsko in se uprl španski republiški vladi. Njegova vojaška vstaja je v letih 1936–1939 privedla do španske državljanske vojne. Franco je prepeljal vojake na celinsko Španijo z transportnimi letali, ki sta jih dobavili Nemčija in Italija. Ceuta je tako postala ena prvih žrtev nacionalističnih sile generala Franca, hkrati pa je bilo mesto pod ognjem zračnih in morskih sil uradne republiške vlade.
Spomenik Llano Amarillo je bil postavljen v čast Franciscu Francu, slovesno je bil otvorjen 13. julija 1940. Visok obelisk je bil od takrat opuščen, a simboli ščita Falange in cesarskega orla ostajajo vidni.
Po razdelitvi Indije leta 1947 se je v Ceuti naselilo precejšnje število sindijskih hindujcev iz današnjega Pakistana, s čimer se je povečalo število v hindujski skupnost, ki je v Ceuti obstajala od leta 1893 in je bila povezana z Gibraltarjem.
Ko je Španija leta 1956 priznala neodvisnost španskega Maroka, so Ceuta in drugi plazas de soberanía ostali pod špansko oblastjo. Španija jih je štela za sestavni del španske države, vendar Maroko temu nasprotuje.
Kulturno je sodobna Ceuta del španske regije Andaluzija. Do leta 1925 je bila povezana s provinco Cádiz, španska obala pa je le 20 km (12,5 milj) stran. To je svetovljansko mesto, v katerem živijo pripadniki arabsko-berberske narodnosti, muslimanska manjšina, pa tudi sefardska judovska in hindujska manjšina.
5. novembra 2007 je mesto obiskal kralj Juan Carlos I., ki je sprožil veliko navdušenje lokalnega prebivalstva in proteste maroške vlade. To je bilo prvič, da je španski državni vodja obiskal Ceuto po 80 letih.
Od leta 2010 sta Ceuta (in Melilla) razglasila muslimanski praznik kurbanbajrama ali praznik žrtvovanja za uradni državni praznik. To je prvič po rekonkvisti v Španiji uradno praznovan nekrščanski verski praznik.

## Geografija
Ceuto loči 17 km morja od province Cádiz, ki se nahaja na španski celini ob Gibraltarski ožini, s Kraljevino Maroko in njeno provinco M'diq-Fnideq pa ima 6,4 km kopenske meje. Ima površino 18,5 km2. Nad polotokom se ob zahodni meji z Marokom dviga hrib Monte Anyera, na katerem je vojaška utrdba. Hrib Monte Hacho na polotoku Almina s pogledom na pristanišče bi lahko bil ena izmed možnih lokacij južnega stebra Herkulovih stebrov iz grške legende (druga možnost je Jebel Musa).

### Pomembno območje za ptice
Polotok Ceuta je BirdLife International priznal kot mednarodno pomembno območje za ptice (IBA), saj je to območje del selitvenega ozkega grla, zato se na polotoku srečuje veliko število ptic plenilk, štorkelj in drugih ptic, ki letijo med Evropo in Afriko. Sem spadajo evropski medonosni brenčar, črni zmaji, kačarji, egiptovski jastrebi, beloglavi jastrebi, črne štorklje, bele štorklje in audouinovi galebi.

### Podnebje
Ceuta ima morsko sredozemsko podnebje, podobno kot je v bližnjih španskih in maroških mestih, kot so Tarifa, Algeciras ali Tangiers. Povprečna dnevna temperaturna sprememba je razmeroma nizka; povprečna letna temperatura je 18.8 °C s povprečno letno najvišjo vrednostjo 21,4 °C in najnižjo 15,7 °C, čeprav vremenska postaja Ceuta deluje šele od leta 2003. Ceuta ima glede na zemljepisno širino razmeroma blage zime, poletja pa so topla, a milejša kot v notranjosti južne Španije zaradi zmernega učinka Gibraltarske ožine. Poletja so zelo suha, vendar je letnih padavin še vedno 849 mm, zaradi česar bi ga lahko šteli za vlažno podnebje, če poletja ne bi bila tako suha.
| Podnebni podatki za Ceuta, 2003-2010 | Podnebni podatki za Ceuta, 2003-2010 | Podnebni podatki za Ceuta, 2003-2010 | Podnebni podatki za Ceuta, 2003-2010 | Podnebni podatki za Ceuta, 2003-2010 | Podnebni podatki za Ceuta, 2003-2010 | Podnebni podatki za Ceuta, 2003-2010 | Podnebni podatki za Ceuta, 2003-2010 | Podnebni podatki za Ceuta, 2003-2010 | Podnebni podatki za Ceuta, 2003-2010 | Podnebni podatki za Ceuta, 2003-2010 | Podnebni podatki za Ceuta, 2003-2010 | Podnebni podatki za Ceuta, 2003-2010 | Podnebni podatki za Ceuta, 2003-2010 |
| Mesec                                | Jan                                  | Feb                                  | Mar                                  | Apr                                  | Maj                                  | Jun                                  | Jul                                  | Avg                                  | Sep                                  | Okt                                  | Nov                                  | Dec                                  | Letno                                |
| ------------------------------------ | ------------------------------------ | ------------------------------------ | ------------------------------------ | ------------------------------------ | ------------------------------------ | ------------------------------------ | ------------------------------------ | ------------------------------------ | ------------------------------------ | ------------------------------------ | ------------------------------------ | ------------------------------------ | ------------------------------------ |
| Rekordno visoka temperatura °C       | 21.7                                 | 25.5                                 | 27.9                                 | 28.4                                 | 33.7                                 | 35.3                                 | 40.2                                 | 38.9                                 | 34.8                                 | 33.1                                 | 27.2                                 | 25.6                                 | 40.2                                 |
| Povprečna visoka temperatura °C      | 15.8                                 | 15.9                                 | 17.4                                 | 19.1                                 | 21.9                                 | 25.7                                 | 28.9                                 | 28.5                                 | 25.8                                 | 22.8                                 | 18.8                                 | 16.4                                 | 21.4                                 |
| Povprečna dnevna temperatura °C      | 13.4                                 | 13.7                                 | 14.8                                 | 16.4                                 | 18.8                                 | 22.3                                 | 24.9                                 | 25.0                                 | 22.8                                 | 20.2                                 | 16.4                                 | 14.3                                 | 18.6                                 |
| Povprečna nizka temperatura °C       | 11.0                                 | 11.4                                 | 12.2                                 | 13.6                                 | 15.7                                 | 18.8                                 | 20.9                                 | 21.5                                 | 19.8                                 | 17.5                                 | 14.0                                 | 12.1                                 | 15.7                                 |
| Rekordno nizka temperatura °C        | 1.3                                  | 4.4                                  | 7.2                                  | 9.0                                  | 10.5                                 | 7.2                                  | 16.3                                 | 18.0                                 | 15.3                                 | 12.2                                 | 7.4                                  | 6.3                                  | 1.3                                  |
| Povprečna količina padavin mm        | 122                                  | 145                                  | 90                                   | 57                                   | 21                                   | 3                                    | 1                                    | 3                                    | 37                                   | 82                                   | 127                                  | 161                                  | 849                                  |
| Povp. št. dni s padavinami (≥ 1 mm)  | 8                                    | 9                                    | 6                                    | 6                                    | 4                                    | 1                                    | 0                                    | 0                                    | 2                                    | 7                                    | 7                                    | 10                                   | 60                                   |
| Povprečna relativna vlažnost (%)     | 72                                   | 75                                   | 68                                   | 71                                   | 66                                   | 67                                   | 61                                   | 70                                   | 72                                   | 75                                   | 73                                   | 73                                   | 70                                   |
| Vir: Agencia Estatal de Meteorología |                                      |                                      |                                      |                                      |                                      |                                      |                                      |                                      |                                      |                                      |                                      |                                      |                                      |

## Vlada in uprava
Od leta 1995 je Ceuta skupaj z Melillo eno od dveh avtonomnih mest v Španiji.
Ceuta je uradno znana v španščini kot Ciudad Autónoma de Ceuta (angleško: Autonomous City of Ceuta ), spada nekje med standardno občino in avtonomno skupnostjo. Ceuta je del ozemlja Evropske unije. Mesto je bilo svobodno pristanišče, preden se je Španija leta 1986 pridružila Evropski uniji. Zdaj ima sistem nizkih davkov znotraj Ekonomske in monetarne unije Evropske unije.
Od leta 1979 ima Ceuta vsaka štiri leta volitve v svojo 25-člansko skupščino. Vodja njene vlade je bil župan, z statusom avtonomnega območja pa se je naziv spremenil v župan-predsednik. Od 2011 je Ljudska stranka (PP) osvojila 18 sedežev, Juan Jesús Vivas pa je župan in predsednik od leta 2001. Preostale sedeže imata regionalistična koalicija Caballas (4) in Socialistična delavska stranka (PSOE, 3).
Ceuta zaradi majhnega prebivalstva izvoli le enega člana kongresa poslancev, spodnjega doma španskega zakonodajnega telesa. Od novemberskih volitev 2019 to mesto zaseda María Teresa López iz Voxa.
Ceuta je razdeljena na 63 barriadas (»soseske«), kot so Barriada de Berizu, Barriada de P. Alfonso, Barriada del Sarchal in El Hacho.

## Gospodarstvo
Uradna valuta Ceute je evro. Je del posebnega območja z nizkimi davki v Španiji. Ceuta je skupaj z Melillo eno od dveh španskih pristaniških mest na severni obali Afrike. To so zgodovinsko vojaške trdnjave, svobodna pristanišča, naftna pristanišča in tudi ribiška pristanišča. Danes je gospodarstvo mesta močno odvisno od njegovega pristanišča ter njegovih industrijskih in trgovskih središč. Heliport Ceuta nudi edino zračno povezavo med mestom in Španijo. Lidl, Decathlon in El Corte Inglés imajo podružnice v Ceuti. Obstaja tudi igralnica. Med Ceuto in Marokom poteka močno trgovina zaradi nizkih davkov. Na tisoče maroških žensk je vsak dan vključenih v čezmejno trgovino, kjer delajo kot prenašalke blaga (porteadoras). Pri čezmejni trgovini se uporablja maroški dirham, čeprav so cene označene v evrih.

### Prevoz
Mestno pristanišče Ceuta vsak dan sprejme veliko število trajektov iz Algecirasa v Andaluziji na jugu Španije. Najbližje letališče je letališče Sania Ramel v Maroku.
Med Marokom in Ceuto v bližini Fnideq obstaja samo en mejni prehod, ki je namenjen cestnemu prometu in pešcem. Dodaten mejni prehod za pešce obstaja med Benzújem in Belyounechom na severni obali. Preostali deli meje so zaprti in nedostopni.
Avtobusni promet ima proge po celem mestu in ne vozi v sosednji Maroko, oskrbuje pa oba mejna prehoda.

### Bolnišnice
V Ceuti se nahajajo naslednje bolnišnice:
- Univerzitetna bolnišnica Ceuta, ustanovljena leta 2010, 252 postelj[47]
- Urgenca Jose Lafont
- Zdravstveni center Ceuta
- Španska vojaška bolnišnica (500 postelj leta 1929, 2020 navedena kot klinika)[48][49]

## Demografija
Od leta 2018 je v mestu živelo 85.144 prebivalcev. Zaradi svoje lege v Ceuti živi etnično in versko mešano prebivalstvo. Dve glavni verski skupini so kristjani in muslimani. Od leta 2006 je bilo približno 50 % prebivalstva kristjanov in približno 48 % muslimanov. Do leta 2012 je delež prebivalstva Ceute, ki se identificira kot rimokatoličanski, štel 68,0 %, medtem pa je štel delež prebivalstva Ceute, ki se identificira kot musliman, 28,3 %. Po oceni iz leta 2018 je bilo približno 67,8 % mestnega prebivalstva rojenih v Ceuti.
Španščina je primarni in uradni jezik enklave. Maroška arabščina (Darija) je zelo razširjena.

### Vera
Krščanstvo je bilo v Ceuti neprekinjeno prisotno od pozne antike, o čemer pričajo ruševine bazilike v središču Ceute in poročila o mučeništvu sv. Daniela Fasanelle in njegovih frančiškanov leta 1227 v času Almohadskega kalifata.
Mestna Velika mošeja je bila zgrajena nad cerkvijo iz bizantinskega obdobja. Leta 1415, po osvojitvi mesta, so Portugalci Veliko mošejo spremenili v katedralo Ceuta. Današnja oblika katedrale izvira iz prenove, ki so jo izvedli v poznem 17. stoletju, in združuje baročne in neoklasične elemente. Posvečena je bila Sveti Mariji Vnebovzeti leta 1726.
Rimskokatoliška škofija Ceuta je bila ustanovljena leta 1417. Leta 1570 je vključevala tudi škofijo Tanger. Škofija Ceuta je bila nadškofija Lizbone do leta 1675, ko je postala nadškofija Seville. Leta 1851 je bila uprava Ceute združena s škofijo Cádiz kot del konkordata med Španijo in Svetim sedežem. Zveza je bila dejansko izvedena šele leta 1879.
V mestu sta prisotni tudi manjši judovski in hindujski manjšini.
Rimski katolicizem je največja religija v Ceuti. Leta 2019 je delež prebivalcev mesta, ki se identificirajo za rimokatolike, štel 60,0 % Naslednja največja vera je bil islam (36,7 %).

### Migracije
Tako kot Melilla tudi Ceuta privablja afriške migrante, ki mesto poskušajo izkoristiti za vstop v Evropo. Posledično je enklava obdana z dvojno ograjo, ki je visoka 6 m (20 ft) in ob kateri se zbira na stotine migrantov, ki čakajo na priložnost, da prečkajo mejo. Vdori čez ograjo so pogosti, po vdoru pa migranti pogosto poskušajo zaprositi za azil.

## Izobraževanje
Univerza v Granadi ponuja dodiplomske programe v svojem kampusu na Ceuti. Kot na vseh območjih v Španiji, tudi na Ceuti deluje Nacionalna univerza za izobraževanje na daljavo (UNED).
Osnovno in srednješolsko izobraževanje je možno le v španščini, vendar vse več šol ponuja dvojezični izobraževalni program.

## Znani ljudje iz Ceute

### do 1800
- Kadi Ajad (1083 v Ceuti – 1149) rojen v Ceuti, ki je takrat pripadal Almoravidom, je bil veliki imam tega mesta
- Al-Idrisi (1100 v Ceuti – 1165 v Ceuti) je bil muslimanski geograf, kartograf in egiptolog. Živel je v Palermu na dvoru sicilskega kralja Rogerja II., znanega po delu Tabula Rogeriana.
- Abu al-Abbas as-Sabti (1129 v Ceuti – 1204 v Marakešu) glavni Wali v Marakešu
- Jožef ben Judah iz Ceute (ok. 1160–1226), judovski zdravnik in pesnik ter učenec Mojzesa Majmonida
- Abu al-Abbas al-Azafi (1162 v Ceuti – 1236), verski in pravni učenjak, član Banu al-Azafija, ki je vladal Ceuti
- Mohammed ibn Rushayd (1259 v Sabti – 1321) sodnik, pisec in učenjak hadisa
- Álvaro iz Braganze (1440–1504), predsednik sveta Kastilje.
- George Camocke (1666–1732), kapitan kraljeve mornarice in nekdanji španski admiral, ki je bil izgnan v Ceuto, kjer je preživel zadnja leta svojega življenja.
- Don Fernando de Leyba (1734 v Ceuti – 1780), španski častnik, ki je služil kot tretji guverner Zgornje Louisiane od leta 1778 do svoje smrti.
- Brigadni general Francisco Antonio García Carrasco Díaz (1742 v Ceuti – 1813 v Limi v Peruju), španski vojak in kraljevi guverner Čila
- Sebastián Kindelán y O'Regan (1757 v Ceuti – 1826 v Santiagu de Cuba), polkovnik španske vojske, ki je služil kot guverner Vzhodne Floride 1812/1815, Santo Dominga 1818/1821 in bil začasni guverner Kube 1822/1823
- Isidro de Alaix Fábregas, grof Vergare in vikont iz Villarrobleda (1790 v Ceuti – 1853 v Madridu), španski general prve karistične vojne, ki je podprl Špansko Izabelo II.

### od leta 1800
- General Francisco Llano de la Encomienda (1879 v Ceuti – 1963 v Mexico Cityju) ,španski vojak. Med špansko državljansko vojno – 1936-1939) je ostal zvest Drugi španski republiki.
- General Antonio Escobar Huertas (1879 v Ceuti – usmrčen 1940 v Barceloni), španski vojaški častnik
- África de las Heras Gavilán (1909 v Ceuti – 1988 v Moskvi), španski komunist, naturaliziran sovjetski državljan in vohun KGB, ki je bil pod kodnim imenom Patria
- Eugenio Martín (rojen 1925 v Ceuti), španski filmski režiser in scenarist[61]
- Jacob Hassan (1936 v Ceuti – 2006 v Madridu), doktor znanosti, španski filolog sefardskega judovskega rodu
- Manuel Chaves González (rojen 1945 v Ceuti), španski politik, član španske socialistične delavske stranke. Od leta 2009 do 2011 je bil tretji podpredsednik španske vlade
- Ramón Castellano de Torres (rojen 1947 v Ceuti), španski umetnik, za katerega nekateri menijo, da je ekspresionistični slikar
- Ignacio Velázquez Rivera (rojen 1953), prvi župan-predsednik Melille
- Juan Jesús Vivas Lara (rojen 1953 v Ceuti) je leta 2001 postal župan mesta Ceuta v Španiji.
- Pedro Avilés Gutiérrez (rojen 1956 v Ceuti), španski romanopisec iz Madrida.
- Eva María Isanta Foncuberta (rojena 1971 v Ceuti), španska igralka[62]
- Mohamed Taieb Ahmed (rojen 1975 v Ceuti), špansko-maroški vodja narko kartela,[63] odgovoren za preprodajo hašiša čez Gibraltarsko ožino in v Španijo.

### Šport
- Francisco Lesmes (1924–2005) in Rafael Lesmes (1926–2012), brata in španska nogometaša.
- José Martínez Sánchez (rojen 1945 v Ceuti), z vzdevkom Pirri, upokojeni španski nogometaš, je večinoma igral za Real Madrid, nastopil je na 561 tekmovalnih tekmah in dosegel 172 golov.
- José Ramón López (rojen 1950), šprinterski kanuist, dobitnik srebrne medalje na poletnih olimpijskih igrah 1976
- Miguel Bernardo Bianquetti (rojen 1951 v Ceuti), znan kot Migueli, španski upokojeni nogometaš, 391 nastopov za FC Barcelono in 32 za Španijo
- Nayim (rojen 1966 v Ceuti), upokojeni španski nogometaš; leta 1995 je v finalu pokala pokalnih zmagovalcev UEFA dosegel gol za Real Zaragozo v zadnji minuti.
- Lorena Miranda (rojena 1991 v Ceuti), španska vaterpolistka, dobitnica srebrne medalje na poletnih olimpijskih igrah 2012
- Anuar Tuhami (rojen 1995 v Ceuti), špansko-maroški nogometaš, igral je eno tekmo za Maroko

## Spor z Marokom
Maroška vlada je večkrat pozvala Španijo, naj prenese suverenost Ceute in Melille, skupaj z nenaseljenimi otočki, kot so otoki Alhucemas, Velez in otok Perejil, na Maroko. S tem svoje zahteve primerja s špansko ozemeljsko zahtevo do Gibraltarja. V obeh primerih nacionalne vlade in lokalno prebivalstvo spornih ozemelj te trditve z veliko večino zavračajo. Špansko stališče je, da sta tako Ceuta kot Melilla sestavni deli Španije in sta bili od 16. stoletja, stoletja pred neodvisnostjo Maroka od Španije in Francije leta 1956, medtem ko Gibraltar, ki je britansko čezmorsko ozemlje, ni in nikoli ni bil del Združenega kraljestva. Maroko trdi, da so ozemlja kolonije. Eden od glavnih argumentov, ki jih je Maroko uporabil za povrnitev Ceute, izhaja iz geografije, saj ta eksklava, ki jo obkrožata Maroko in Sredozemsko morje, nima ozemeljske kontinuitete s preostalim španskim ozemljem. Ta argument je prvotno razvil eden od ustanoviteljev maroške stranke Istiqlal, Alal-El Faasi, ki je odkrito zagovarjal maroško osvojitev Ceute in drugih ozemelj pod špansko oblastjo.
Leta 1986 je Španija vstopila v Organizacijo Severnoatlantske pogodbe. Vendar Ceuta in Melilla nista pod zaščito Nata, saj 6. člen pogodbe omejuje pokritost na Evropo in Severno Ameriko ter otoke severno od Rakovega povratnika. To je v nasprotju s francosko Alžirijo, ki je bila izrecno vključena v pogodbo. Pravni strokovnjaki si razlagajo, da bi lahko drugi členi v pogodbi pokrivali španska severnoafriška mesta, vendar ta pristop ni bil preizkušen v praksi.
21. decembra 2020 je Španija po izjavah maroškega premierja Saadeddina Othmanija, ki je izjavil, da sta Ceuta in Melilla "Maroška kot Sahara", poklicala na zagovor maroškega veleposlanika, da mu sporoči, da Španija pričakuje, da bodo vsi njeni partnerji spoštovali suverenosti in ozemeljske celovitosti svojega ozemlja v Afriki ter prosila za pojasnilo Othmanijevih besed.